# Le Septième Sceau
Pour plus de détails, voir Fiche technique et Distribution.
Le Septième Sceau (Det sjunde inseglet) est un film suédois d'Ingmar Bergman, sorti en 1957.
Le film est considéré comme un classique du cinéma mondial (en), ainsi que l'un des plus grands films de tous les temps. Il a établi Bergman en tant que réalisateur de renommée mondiale, contenant des scènes qui sont devenues emblématiques grâce aux hommages, à l'analyse critique et aux parodies.

## Synopsis
Au XIVe siècle, un chevalier et son écuyer rentrent en Suède après avoir passé dix ans aux croisades. Sur une plage, l'homme d'armes rencontre un individu mystérieux au teint blafard vêtu d'une longue cape noire : c'est la Mort. Il lui propose une partie d'échecs afin de retarder la fatale échéance : aussi longtemps qu'il gagnera, il restera en vie. En effet, il souhaite trouver des réponses à ses interrogations métaphysiques : Dieu existe-il ? La vie a-t-elle un sens ? La peste noire qui ravage le pays est-elle l'une des catastrophes qu'annonce l'Apocalypse ? L'écuyer professe l'idée de néant, que rejette le chevalier.
Chemin faisant, les voyageurs traversent un village. Les fantasmes que suscite l'épidémie nourrissent l'inspiration d'un peintre qui orne de fresques l'intérieur de l'église. Le chevalier y croise de nouveau la Mort, cachée derrière une porte grillagée. Puis les deux compagnons se lient d'amitié avec une famille de jeunes baladins. Ensemble, ils parcourent une contrée livrée à la violence, à la débauche et au pillage. Une procession de flagellants frappe l'esprit crédule des habitants. Au contact des bateleurs, le chevalier redécouvre des joies oubliées durant sa longue absence : le bonheur insouciant d'une âme pure qui voit s'épanouir son enfant ; le plaisir simple de s'allonger dans l'herbe, de déguster des fraises et de boire du lait frais, de jouer de la musique et de chanter... Mais obsédé par la Vérité, il va jusqu'à la rechercher auprès d'une jeune femme condamnée au bûcher pour avoir fréquenté le Diable. Par charité, il lui fait avaler une substance anesthésiante avant son exécution nocturne en pleine forêt.
Lors d'une dernière partie, le chevalier est fait échec et mat. Son sursis ayant pris fin, il demande à la Mort de lui révéler son secret. Elle lui répond  qu'elle n'en a point. Escorté par son écuyer et ses amis de rencontre, le chevalier rentre au château. Sa fidèle épouse l'y attend. Par une nuit d'orage, alors que la compagnie attablée écoute le passage de l'Apocalypse relatant l'ouverture du septième sceau, la Mort frappe à la porte. Elle entraîne les protagonistes dans une ronde évoquant la danse macabre, qui n'épargnera que les baladins.

## Fiche technique
- Titre : Le Septième Sceau
- Titre original : Det sjunde inseglet
- Réalisation : Ingmar Bergman
- Scénario : Ingmar Bergman d'après sa pièce de théâtre Trämålning
- Musique : Erik Nordgren
- Photographie : Gunnar Fischer
- Montage : Lennart Wallén
- Décors : P.A. Lundgren
- Costumes : Manne Lindholm
- Production : Allan Ekelund pour Svensk Filmindustri
- Société de distribution : Svensk Filmindustri
- Budget : 150 000 $ (estimation)
- Pays d'origine : Suède
- Langue : suédois, latin
- Format : Noir et blanc - 1,37:1 - Mono - 35mm
- Genre : Drame, fantastique et historique
- Durée : 96 minutes
- Dates de sortie : 16 février 1957 (Suède), 17 avril 1958 (France)

## Distribution
- Max von Sydow : Antonius Block, le chevalier
- Gunnar Björnstrand : Jöns, l'écuyer
- Bengt Ekerot : la Mort
- Gunnel Lindblom : la jeune fille recueillie par Jöns
- Nils Poppe : Jof, le baladin
- Bibi Andersson : Mia, la femme de Jof
- Erik Strandmark : Jonas Skat, l'acteur
- Bertil Anderberg : Raval
- Åke Fridell : Plog, le forgeron
- Inga Gill : Lisa, la femme de Plog
- Maud Hansson : la jeune sorcière
- Inga Landgré : Karin, la femme d'Antonius Block
- Anders Ek : un moine

Acteurs non crédités :
- Mona Malm : la jeune femme enceinte
- Gösta Prüzelius : un homme

## Production

### Inspiration

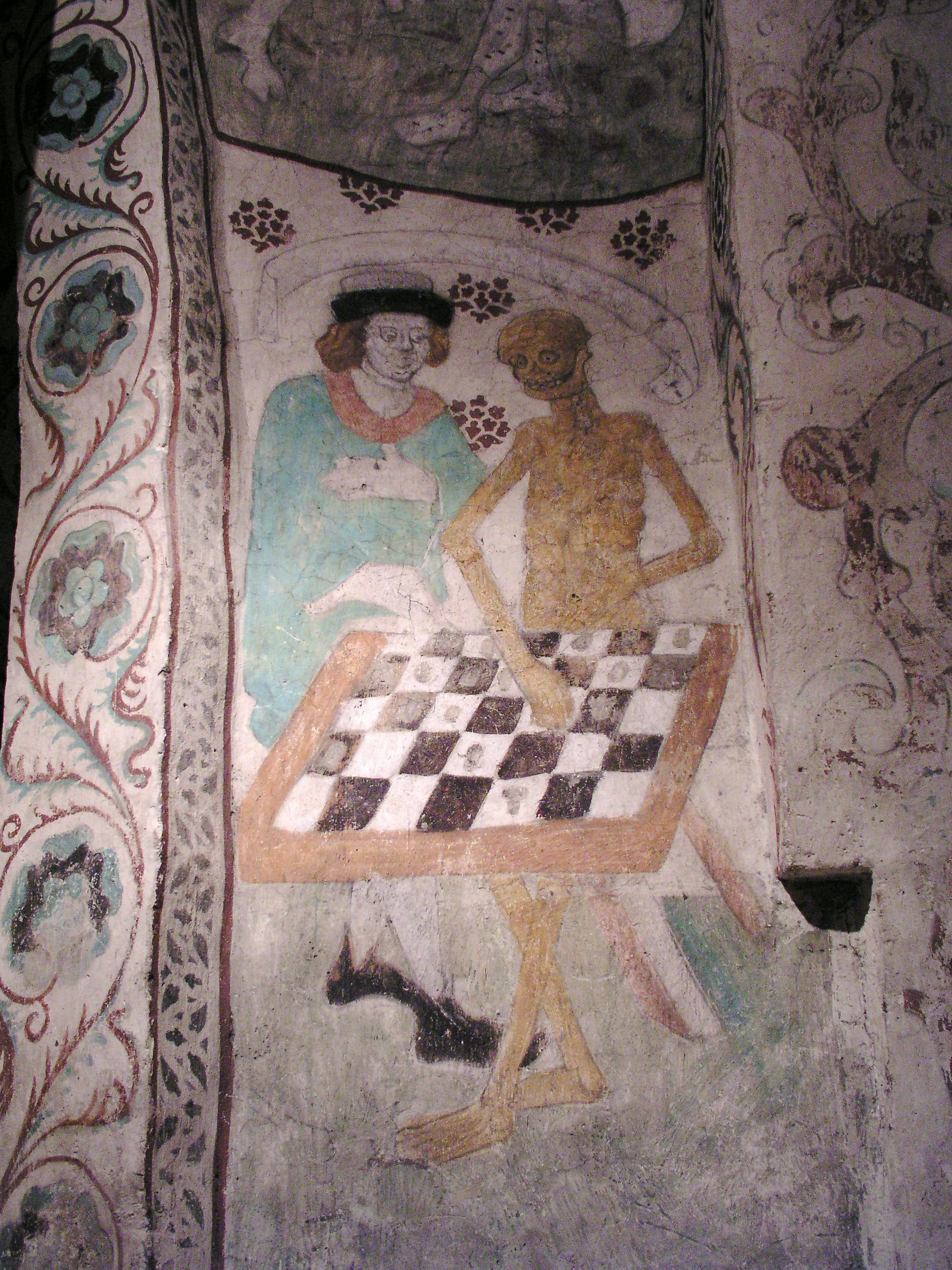
La Mort jouant aux échecs. Tableau d'Albertus Pictor (1480). Église de Täby, Diocèse de Stockholm.

Le réalisateur Ingmar Bergman aurait été inspiré par une peinture d'Albertus Pictor située dans l'église de Täby représentant la Mort jouant aux échecs.
Le titre du film provient d'une phrase de l'Apocalypse selon saint Jean, les deux premiers verset du chapitre 8 :

« Et lorsque l'Agneau ouvrit le septième sceau, il se fit un silence dans le ciel, environ une demi-heure.

Et je vis les sept Anges qui se tiennent devant Dieu ; on leur remit sept trompettes. »

Les sept anges soufflent tour à tour dans leur trompette, et à chaque sonnerie un fléau s'abat sur le monde.
Cet extrait de la Bible est lu par l'épouse du chevalier à la fin du film.

### Scénario
Pour les besoins de son récit, Bergman prend avec l'Histoire des libertés anachroniques en fusionnant différentes périodes du Moyen Âge. En effet, les croisades se terminent à la fin du XIIIe siècle, la peste noire apparaît au milieu du XIVe siècle et les procès de sorcières ne commencent qu'à la fin du XVe siècle, avec la publication en 1486 du Malleus Maleficarum.

### Tournage

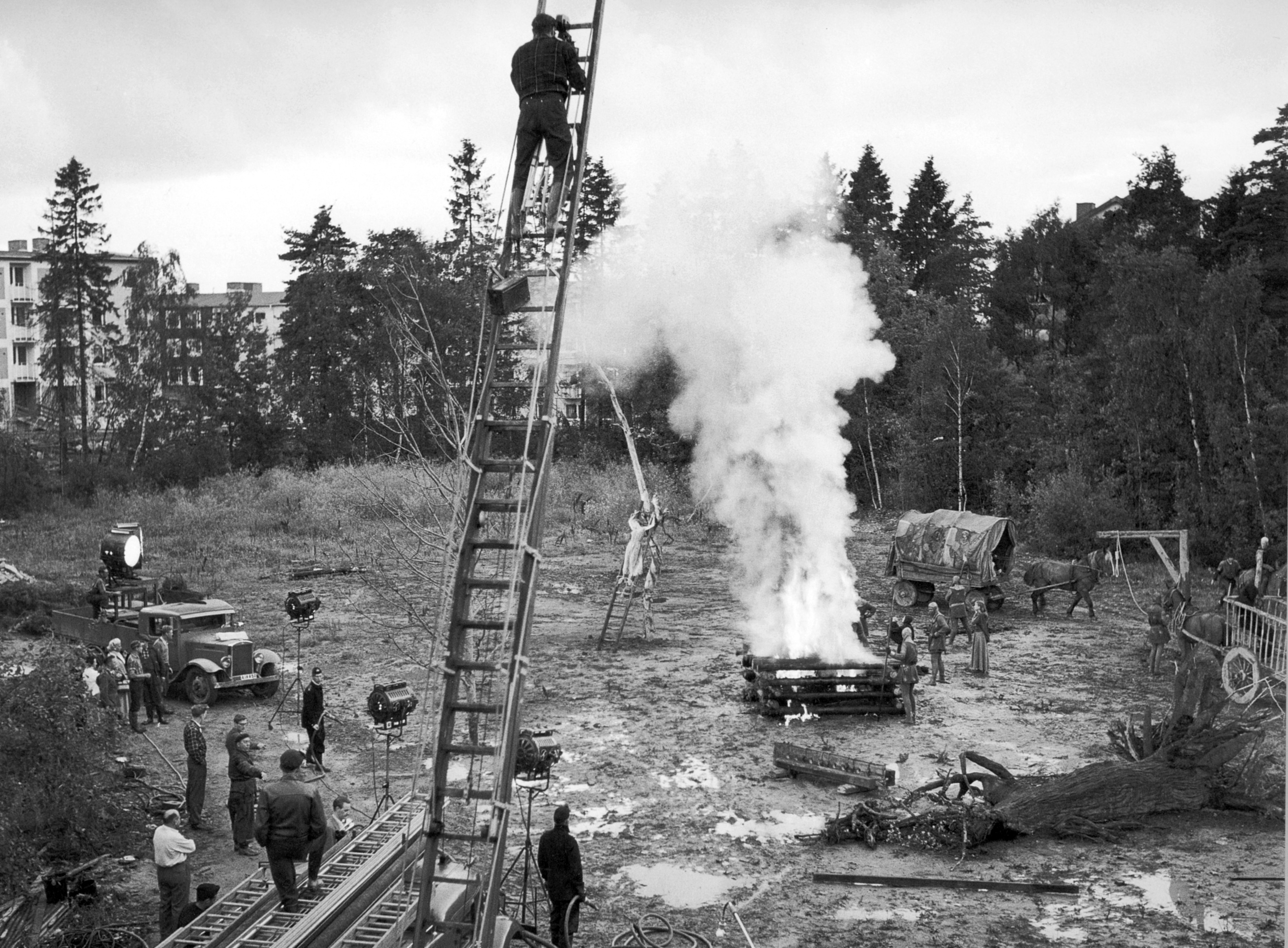
La scène du bûcher tournée au studio Filmstaden.

## Accueil

### Box-office
Box-office France : 642 796 entrées[réf. nécessaire].

## Distinctions
- Festival de Cannes 1957 : Prix spécial du jury, ex æquo avec Kanal[3].
- Ruban d'Argent (Syndicat National des Journalistes de Cinéma, Italie) 1961 : prix du Meilleur réalisateur d'un film étranger.
- Cercle des écrivains de Cinéma (Espagne) 1962 : prix du Meilleur film étranger.